# Oldsmobile Model 30
Oldsmobile Model 30 – samochód osobowy klasy średniej produkowany pod amerykańską marką Oldsmobile w latach 1923 – 1927.

## Historia i opis modelu

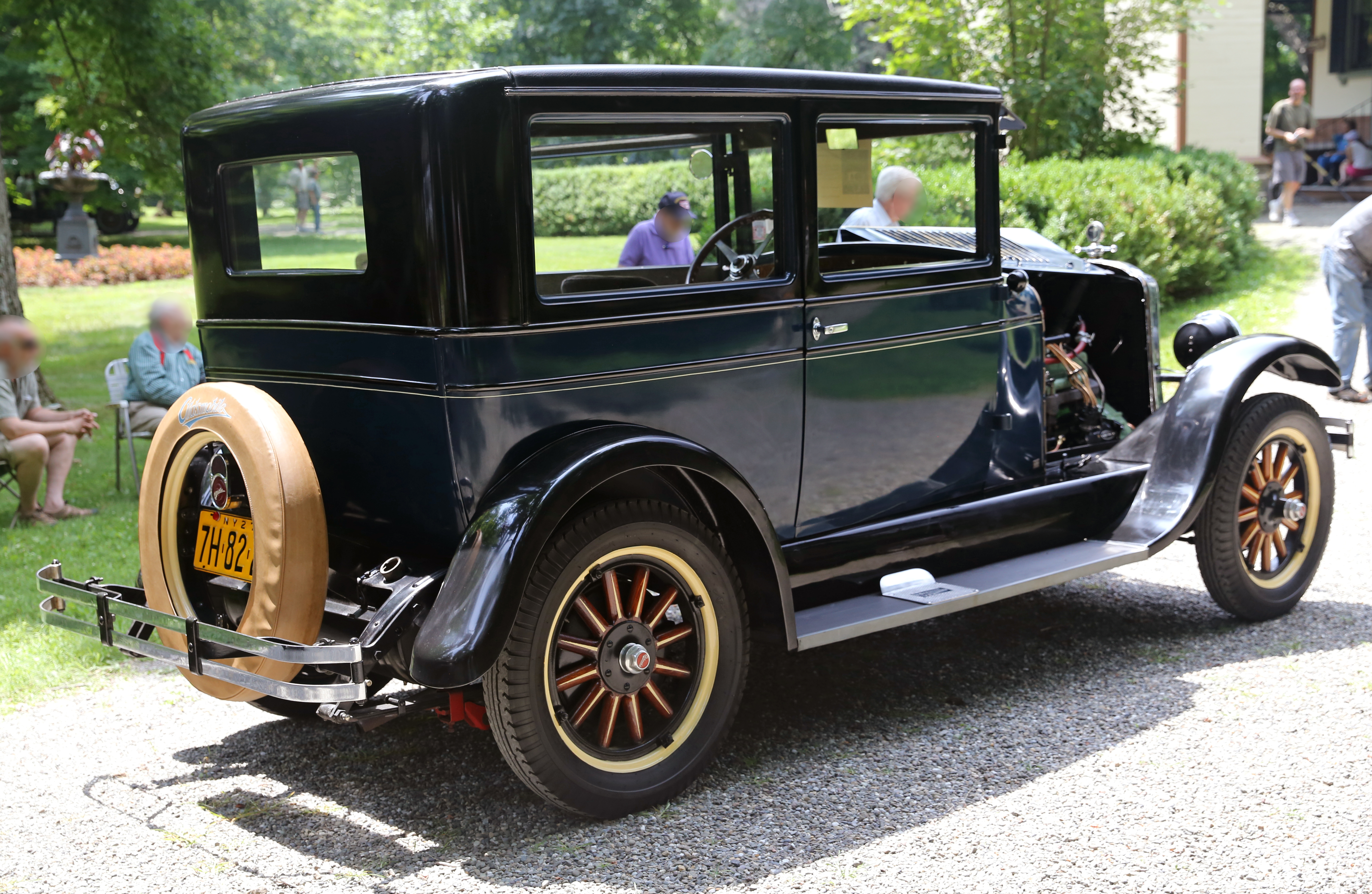
Oldsmobile Model 30 - tył

W 1923 roku Oldsmobile przedstawiło następcę dla modelu Six pod postacią linii Model 30. Samochód dostępny był w różnych wariantach nadwoziowych.

### Produkcja
Podczas trwającej 4 lata produkcji Oldsmobile Model 30 powstało 236 474 sztuk tego modelu.

### Silniki
- L6 2.8l
- L6 3.0l